# Lédas-et-Penthiès
Lédas-et-Penthiès is een gemeente in het Franse departement Tarn (regio Occitanie) en telt 166 inwoners (2005). De plaats maakt deel uit van het arrondissement Albi.

## Geografie
De oppervlakte van Lédas-et-Penthiès bedraagt 12,9 km², de bevolkingsdichtheid is 12,9 inwoners per km².
De onderstaande kaart toont de ligging van Lédas-et-Penthiès met de belangrijkste infrastructuur en aangrenzende gemeenten.

## Demografie
Onderstaande figuur toont het verloop van het inwonertal (bron: INSEE-tellingen).